# Juan Bosch
Juan Emilio Bosch Gaviño (Concepción de la Vega, 30 giugno 1909 – Santo Domingo, 1º novembre 2001) è stato un politico, scrittore e saggista dominicano.
Fu il primo presidente, democraticamente eletto, della Repubblica Dominicana dopo l'uccisione del dittatore Rafael Leónidas Trujillo nel 1961. Precedentemente, e per più di un quarto di secolo, fu il capo dell'opposizione dominicana in esilio contro il regime di Trujillo. A tutt'oggi è ricordato come un uomo politico di grande onestà e come uno dei principali maestri della letteratura dominicana. È stato il fondatore sia del Partito Rivoluzionario Dominicano (PRD) nel 1939 che del Partito della Liberazione Dominicana (PLD) nel 1973.

## I primi anni
Juan Bosch nacque nella città di La Vega, nella Repubblica Dominicana. I suoi genitori furono il catalano Jose Bosch e la portoricana Angela Gaviño. Visse i primi anni dell'infanzia nel piccolo villaggio rurale di Rio Verde, dove iniziò gli studi. Terminati gli studi liceali a La Vega, si trasferì a Santo Domingo, dove lavorò presso aziende commerciali. Successivamente viaggiò in Spagna, Venezuela e in altre isole caraibiche. Nel 1931 fece ritorno in Repubblica Dominicana e pubblicò il suo primo libro di racconti “Camino Real”, il saggio “Indios” e la novella "La Mañosa”, che fu acclamata dalla critica.
Creò e curò la sezione letteraria del giornale "Listín Diario", impegnandosi così nell'attività di critico letterario e saggista.
Nel 1934 si sposò con Isabel García ed ebbe due figli: León e Carolina. Con l'affermazione del regime dittatoriale di Trujillo, Bosch fu imprigionato per alcuni mesi a causa delle sue idee politiche. Nel 1938, venuto a conoscenza che il regime voleva cooptarlo imponendogli una carica al Congresso Nazionale, Bosch decise di abbandonare il Paese e di stabilirsi a Porto Rico.

## Un lungo esilio
Dal 1939 fissò la propria residenza a Cuba, dove curò un'edizione dell'opera omnia di Eugenio María de Hostos: ciò contribuì a fargli definire ulteriormente i propri valori politici e umani. Nel luglio di quell'anno, con altri espatriati dominicani, fondò il Partito Rivoluzionario Dominicano (PRD), che ben presto si impose come il maggior fronte d'opposizione in esilio contro il regime di Trujillo. Bosch simpatizzò profondamente con posizioni di sinistra, pur se non si riconobbe mai nell'ideologia comunista. Collaborò col Partito Autentico ed ebbe un ruolo importantissimo nella redazione della Costituzione di Cuba varata nel 1940.
In questo periodo si sposò per la seconda volta con una gentildonna cubana, Carmen Quidiello, con la quale ebbe altri due figli: Patricio e Bárbara. Al contempo la sua carriera letteraria iniziò ad ascendere, toccando vette sempre più alte con l'assegnazione di importanti premi e riconoscimenti, come il Premio Hernandez Catá per racconti scritti da un autore latino-americano. Le sue opere letterarie si sono sempre caratterizzate per il loro profondo contenuto sociale (tra queste si ricordano: "La Noche Buena de Encarnación Mendoza", "Luis Pié", ”Los Amos”, “El Indio Manuel Sicuri”) e sono state descritte dalla critica come delle rappresentazioni di un destino spesso crudele.
Bosch fu fra i principali organizzatori della cospirazione militare che nel 1949, anche con uno sbarco di truppe irregolari a Cayo Confites sulla costa settentrionale della Repubblica Dominicana, tentò di rovesciare il regime dittatoriale di Trujillo. Tuttavia tale tentativo fallì e Bosch si vide costretto a riparare in Venezuela, dove continuò la sua attività politica d'opposizione alla dittatura. Tornato a Cuba, su richiesta dei suoi amici dell'Autentico Partito Rivoluzionario, egli giocò un ruolo fondamentale nella vita politica dell'Avana quale promotore di una legislazione sociale e autore di discorsi presidenziali, quale quello che il presidente Carlos Prío Socarrás pronunciò quando la salma di José Martí fu trasferita a Santiago di Cuba.
Allorquando Fulgencio Batista, con un colpo di Stato, rovesciò Prío Socarrás e assunse la presidenza della repubblica nel 1952, Bosch fu imprigionato e, una volta riacquisita la libertà, lasciò Cuba per la Costa Rica, dove si dedicò alla pedagogia e all'attività politica come leader del PRD. A seguito della rivoluzione cubana del 1959, che portò Fidel Castro al potere, Bosch comprese le dinamiche che sarebbero scaturite da tale sommovimento politico e scrisse una lettera a Trujillo, datata 27 febbraio 1961, in cui ammoniva il dittatore che ormai il suo ruolo politico e storico, in Repubblica Dominicana, era giunto ad una conclusione.

## Presidenza e opposizione
Dopo 23 anni di esilio, Juan Bosch poté fare ritorno nella sua patria solo quando Trujillo fu assassinato nel maggio 1961. La sua presenza nella vita politica nazionale, come candidato presidenziale del Partito Rivoluzionario Dominicano (PRD), fu vissuta dalla popolazione come il principio di un cambiamento ormai atteso da lungo tempo: la sua dialettica, diretta e semplice, soprattutto quando si rivolgeva ai ceti più umili, affascinò tanto i lavoratori delle campagne quanto i ceti urbani. Pur se i gruppi più influenti e conservatori del Paese non mancarono di accusarlo di essere un comunista, egli vinse trionfalmente le elezioni del 20 dicembre 1962, storicamente riconosciute come le prime libere e democratiche elezioni della Repubblica Dominicana. Il 27 febbraio 1963 Juan Bosch fu ufficialmente insediato quale presidente della Repubblica Dominicana, mentre suo vice fu nominato Armando González Tamayo.
La sua azione di governo si orientò immediatamente verso un profondo rinnovamento del Paese. Il 29 aprile fu promulgata la nuova Costituzione che, per la prima volta nella storia dominicana, sanciva diritti sociali per le classi lavoratrici e contemplava specifici riferimenti per le organizzazioni sindacali, le donne in stato di gravidanza, i senzatetto, la famiglia e assicurava i diritti per l'infanzia, i contadini e i figli naturali. La sua politica sociale a favore dei più deboli lo rese inviso alle classi tradizionalmente dominanti nel Paese, quale quella dei latifondisti, e inoltre gli attirò le antipatie della gerarchia cattolica, per l'opera di secolarizzazione sociale, e degli industriali, che mal tolleravano le nuove garanzie costituzionali per la classe operaia. I militari, che precedentemente avevano goduto di una condizione di privilegio, iniziarono a sentirsi sempre più emarginati dalla vita politica del Paese, mentre gli Stati Uniti guardavano con crescente scetticismo un'altra leadership di sinistra nell'area caraibica dopo che Fidel Castro si era dichiarato apertamente comunista.
Il 25 settembre 1963, dopo esser stato per soli sette mesi in carica, Bosch fu deposto da un colpo di Stato, capeggiato dal colonnello Elías Wessin, che impose al Paese un triumvirato militare e dovette riparare a Porto Rico. Meno di due anni dopo, il 24 aprile 1965, la crescente impopolarità del governo militare portò nuovamente l'esercito a prendere l'iniziativa, questa volta chiedendo la restaurazione di Bosch e della Costituzione del 1963. Gli insorti, guidati dal colonnello Francisco Caamaño, deposero la giunta militare; tuttavia, il 28 aprile, gli Stati Uniti – formalmente per difendere i cittadini stranieri presenti nel Paese – decisero di intervenire nella guerra civile che si era venuta a creare e schierarono un contingente di 42.000 unità sull'isola in quella che fu denominata Operazione Power Pack. Il presidente Lyndon B. Johnson giustificò politicamente questa invasione rivelando i timori che la Repubblica Dominicana potesse trasformarsi in una “seconda Cuba”, anche se, di fatto, tale operazione protesse unicamente gli interessi delle aziende statunitensi attive nel settore della canna da zucchero, di cui il Paese era il secondo produttore, dopo Cuba, nelle Americhe.
Pertanto fu creato un governo provvisorio e fissata la data del 1º luglio 1966 per le nuove elezioni. Bosch fece ritorno nel Paese e si presentò come candidato presidenziale per il suo partito. Tuttavia il clima particolarmente teso di questa campagna elettorale, i timori per la sua incolumità e per un altro eventuale colpo di Stato qualora fosse stato rieletto, spinsero Bosch a mantenere un profilo basso, tanto che fu sconfitto da Joaquín Balaguer. Durante la seconda metà degli anni Sessanta, Bosch si dedicò sempre più alla sua attività di saggista politico e storico e proprio in tale periodo videro la luce alcune delle sue opere più significative, quali “Composición social dominicana”, “Breve historia de la oligarquía en Santo Domingo”, “De Cristóbal Colón a Fidel Castro” e numerosi altri.
Dal 1970 Bosch si impegnò nel tentativo di riformare il PRD, cosa che, tuttavia, lo portò a scontrarsi con fortissime resistenze da parte della dirigenza del partito. Le differenze e le contraddizioni fra Bosch e un importante settore del PRD, così come la crescente corruzione all'interno del partito stesso, lo spinsero ad abbandonare il PRD nel 1973 e a fondare il Partito della Liberazione Dominicana (PLD) nel dicembre dello stesso anno. Nel 1994, ormai anziano e sofferente della malattia di Alzheimer, si ritirò dalla politica attiva.

## Morte ed eredità
Juan Bosch (Don Juan, come è ricordato da molti) morì il 1º novembre 2001 a Santo Domingo. Ad oggi è ricordato come un uomo di principi e un limpido esempio di onestà umana ed intellettuale. Negli anni, così come la sua fortuna, il suo orientamento politico ha subito delle oscillazioni, ma sempre costante fu la sua attenzione al miglioramento delle condizioni di vita, materiali e culturali, dei più umili e bisognosi. La sua eredità politica in termini di ideali, pur se spesso dimenticati o traditi dai suoi stessi seguaci, è molto importante e non può considerarsi limitata alla sola Repubblica Dominicana. I contributi di Juan Bosch alla letteratura latino-americana, con le sue novelle, i suoi racconti e i saggi, lo hanno reso un modello per diverse generazioni di scrittori, giornalisti e storici sudamericani, tanto che lo stesso Gabriel García Márquez ha avuto a dichiarare che l'intera sua opera risente dell'influsso dell'arte di Bosch.

## Opere

### Racconti
- Camino real, La Vega, 1933
- Dos pesos de agua, La Habana, 1941
- Ocho cuentos, La Habana, 1947
- La muchacha de la Guaira, Santiago de Chile, 1955
- Cuentos de navidad, Santiago de Chile, 1956
- Cuentos escritos en el exilio, Santo Domingo, 1962
- Más cuentos escritos en el exilio, Santo Domingo, 1964
- Cuentos escritos antes del exilio, Santo Domingo, 1975
- Cuentos, La Habana, 1983
- Vers le port d'origene, París, 1988

### Novelle
- La mañosa, Santiago, R.DomingoD., 1936
- El oro y la paz, Santo Domingo, 1975

### Saggi
- Indios, Santo Domingo, 1935
- Mujeres en la vida de Hostos, Puerto Rico, 1938
- Hostos, el sembrador, La Habana, 1939
- Cuba, la isla fascinante, Santiago de Chile, 1955
- Judas Iscariote, el calumniado, Santiago de Chile, 1955
- Apuntes sobre el arte de escribir cuentos, Caracas, 1958
- Trujillo: causas de una tiranía sin ejemplo, Caracas, 1959
- Simón Bolivar: biografía para escolares, Caracas, 1960
- David, biografía de un Rey, Santo Domingo, 1963
- Apuntes para una interpretación de la historia costarricense, San José de Costa Rica, 1963
- Crisis de la democracia de América en la República Dominicana, México, 1964
- Bolivar y la guerra social, Buenos Aires, 1966
- Pentagonismo, sustituto del imperialismo, Santo Domingo, 1968
- Dictadura con respaldo popular, Santo Domingo, 1969
- De Cristóbal colón a Fidel Castro, Madrid, 1970
- Breve historia de la oligarquía, Santo Domingo, 1970
- Composición social dominicana, Santo Domingo, 1970
- Tres conferencia sobre feudalismo, Santo Domingo, 1971
- La revolución haitiana, Santo Domingo, 1971
- De México a Capuchea, Santo Domingo, 1975
- El Napoleón de las guerrillas, Santo Domingo, 1976
- Viaje a las antípodas, Santo Domingo, 1978
- Conferencias y artículos, Santo Domingo, 1980
- La revolución de abril, Santo Domingo, 1980
- La guerra de la Restauración, Santo Domingo, 1980
- Perfil político de Pedro Santana, Santo Domingo, 1982
- Clases sociales en la República Dominicana, Santo Domingo, 1983
- Capitalismo, democracia y liberación nacional, Santo Domingo, 1983
- La fortuna de Trujillo, Santo Domingo, 1985
- La pequeña burguesía en la historia de la República Dominicana, Santo Domingo, 1985
- Capitalismo tardío en la República Dominicana, Santo Domingo, 1986
- Máximo Gómez: de Monte Cristi a la gloria, Santo Domingo, 1986
- El Estado, sus orígenes y desarrollo, Santo Domingo, 1987
- Textos culturales y literarios, Santo Domingo, 1988
- Dictaduras dominicanas, Santo Domingo, 1988
- Póker de espanto en el Caribe, Santo Domingo, 1988
- 33 artículos políticos, Santo Domingo, 1988
- El PLD un nuevo partido en América, Santo Domingo, 1989
- Temas económicos, Santo Domingo, 1990
- Breve historia de los pueblos árabes, Santo Domingo, 1991